# 마우리시우 마니에리

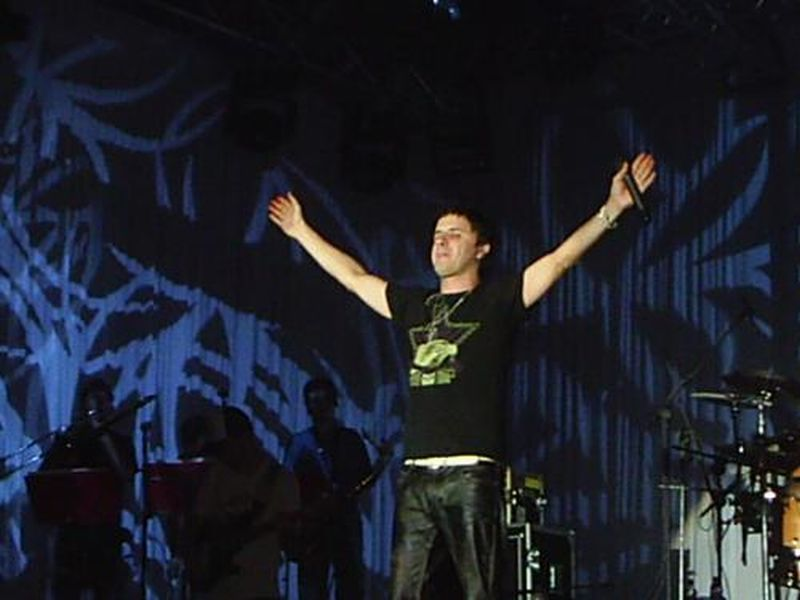
마우리시우 마니에리

마우리시우 마니에리(Maurício Manieri, 1970년 9월 10일 ~ )는 브라질의 음악가이다.